# Titularbistum Furnos Maior
Furnos Maior (italienisch Fornos Maggiore) ist ein Titularbistum der römisch-katholischen Kirche.
Es geht zurück auf einen untergegangenen Bischofssitz in der gleichnamigen antiken Stadt, die in der römischen Provinz Africa proconsularis (heute nördliches Tunesien) lag. Der Bischofssitz war der Kirchenprovinz Karthago zugeordnet.
| Titularbischöfe von Furnos Maior |                                      |                                                                 |                    |                   |
| Nr.                              | Name                                 | Amt                                                             | von                | bis               |
| 1                                | José Anselmo Luque                   | Weihbischof in Córdoba (Argentinien)                            | 25. Mai 1914       | 5. April 1930     |
| 2                                | Julien-Marie Nouailles SSCC          | Apostolischer Vikar von Tahiti (Französisch-Polynesien)         | 26. April 1932     | 14. August 1937   |
| 3                                | Marcel-Auguste-Marie Grandin CSSp    | Apostolischer Präfekt von Bangui (Zentralafrikanische Republik) | 2. Dezember 1937   | 4. August 1947    |
| 4                                | Thomas F. Quinlan SSCME              | Apostolischer Vikar von Chuncheon (Südkorea)                    | 20. September 1955 | 10. März 1962     |
| 5                                | René-Jean-Baptiste-Germain Feuga MEP | emeritierter Bischof von Mysore (Indien)                        | 20. November 1962  | 27. Januar 1964   |
| 6                                | Ismael Rolón SDB                     | Prälat von Caacupé (Paraguay)                                   | 20. Oktober 1965   | 29. März 1967     |
| 7                                | Michele Alagna Foderá SDB            | Prälat von Rio Negro (Brasilien)                                | 13. Juni 1967      | 26. Mai 1978      |
| 8                                | James Patterson Lyke OFM             | Weihbischof in Cleveland (USA)                                  | 30. Juni 1979      | 30. April 1991    |
| 9                                | Julio Enrique Prado Bolaños          | Weihbischof in Cali (Kolumbien)                                 | 8. Juli 1992       | 2. Februar 1995   |
| 10                               | Héctor Sabatino Cardelli             | Weihbischof in Rosario (Argentinien)                            | 13. Mai 1995       | 2. Mai 1998       |
| 11                               | Jorge Eduardo Lozano                 | Weihbischof in Buenos Aires (Argentinien)                       | 4. Januar 2000     | 22. Dezember 2005 |
| 12                               | Alessandro Carmelo Ruffinoni CS      | Weihbischof in Porto Alegre (Brasilien)                         | 18. Januar 2006    | 16. Juni 2010     |
| 13                               | Agenor Girardi MSC                   | Weihbischof in Porto Alegre (Brasilien)                         | 22. Dezember 2010  | 6. Mai 2015       |
| 14                               | Aleksandr Jaschewski SDB             | Weihbischof in Minsk-Mahiljou (Belarus)                         | 9. Juni 2015       |                   |